# Trần Văn Thủy
Trần Văn Thủy (sinh ngày 26 tháng 11 năm 1940) là một đạo diễn phim tài liệu người Việt Nam, nổi tiếng qua các tác phẩm Hà Nội trong mắt ai, Chuyện tử tế và Phản bội. Ông được công nhận là nhân vật hàng đầu ngành điện ảnh tài liệu Việt Nam, với phong cách làm phim hướng vào hiện thực xã hội của mình.
Bắt đầu sự nghiệp từ vai trò là một phóng viên chiến tranh và phim tài liệu đầu tay có tên Những người dân quê tôi, Trần Văn Thủy sớm đã gây được tiếng vang sơ khởi trên trường điện ảnh quốc tế. Ông tiếp tục ghi dấu ấn bằng bộ phim tài liệu Phản bội sản xuất vào đầu những năm thập niên 1980, nói về Chiến tranh biên giới Việt–Trung. Dưới thời bao cấp và Đổi Mới, ông thực hiện hai phim Hà Nội trong mắt ai và Chuyện tử tế – là bộ đôi tác phẩm tiêu biểu nhất của Trần Văn Thủy, đạt được thành công vang dội cả trong nước lẫn quốc tế nhưng cũng từng là đối tượng bị kiểm duyệt gắt gao bởi các cấp chính quyền Đảng Cộng sản Việt Nam.
Xuyên suốt sự nghiệp làm phim, Trần Văn Thủy đã đạo diễn trên 20 bộ phim, nhiều trong số đó đoạt giải cao tại các kỳ liên hoan phim quốc gia và quốc tế. Ông từng được trao ba giải Đạo diễn xuất sắc tại Liên hoan phim Việt Nam và được nhà nước phong tặng danh hiệu Nghệ sĩ nhân dân năm 2001. Vào năm 2022, Trần Văn Thủy đã nhận giải thưởng Lớn Giải thưởng Bùi Xuân Phái – Vì tình yêu Hà Nội nhờ những cống hiến trọn đời cho điện ảnh.

## Đầu đời
Trần Văn Thủy sinh ngày 26 tháng 11 năm 1940 ở thành phố Nam Định. Cha ông tên Trần Văn Vỵ (1902–1975) – một viên chức chính quyền Pháp ngầm ủng hộ Việt Minh, còn mẹ ông tên Đỗ Thị Hiếu (1913–2013). Trong gia đình gồm 7 người con, Trần Văn Thủy là con trai thứ hai. Sau khi Toàn quốc kháng chiến nổ ra vào 1946, cả nhà ông tản cư về làng An Phú (xóm 2), xã Hải Phong, huyện Hải Hậu, tỉnh Nam Định. Thời gian này, ông và anh chị em được chăm sóc và dạy dỗ bởi bà vú nuôi tên Nhuận; sau này bà mất đã được ghi vào gia phả của gia đình. Vào năm 1949, người anh cả Vĩnh lớn hơn Trần Văn Thủy bốn tuổi bị trúng đạn và chết trong một trận càn. Vì thế ông trở thành con trai cả trong gia đình. Sau sự kiện này, ông Vỵ quyết định đưa các con trở lại thành phố, lúc này đã nằm trong tay quân đội Pháp.
Thời kỳ thơ ấu, Trần Văn Thủy được dạy bơi lội và hàng ngày hăng hái đi bơi. Sở trường này đã góp phần quan trọng cho ông trong quãng thời gian sinh hoạt ở chiến trường. Lên 13 tuổi, ông nhập học vào trường Nguyễn Khuyến, Nam Định, học lớp Đệ thất B3 niên khóa 1953–1954. Khi còn sinh sống tại thành phố tạm chiếm, Trần Văn Thủy đã trở nên "nghiện" phim khi được xem các cuốn phim kinh điển nước ngoài, khiến ông dành tất cả tiền vào rạp chiếu bóng và sưu tầm ảnh chân dung những tài tử điện ảnh. Ông cũng từng đi học nghề ở nhà bạn của cha là chủ một hiệu ảnh trên phố Paul Bert, Nam Định và bước đầu đã có cơ hội tiếp xúc, làm quen với phim ảnh.
Sau Hiệp định Genève 1954, bởi cha Trần Văn Thủy bị chính quyền miền Bắc kết tội là thành phần thân Pháp nên ông và các em đã không vào được đại học. Vì vậy hậu tốt nghiệp trung học phổ thông, ông xin vào một lớp nhân loại học do Bộ Văn hóa tổ chức. Năm 1960 học xong, ông về công tác tại Ty Văn hóa Khu tự trị Thái Mèo, nghiên cứu dân tộc học về các nhóm dân tộc thiểu số.
Thời gian làm tại đây, Trần Văn Thủy nhận ra tác động của điện ảnh tới đại chúng và nảy sinh hứng thú. Ông đã biết có một khóa học làm phim đào tạo phóng viên chiến trường tổ chức bởi Trường Điện ảnh Việt Nam, rồi xin trưởng Ty Văn hóa khi đó là nhà thơ Lương Quy Nhân và được ông chấp thuận. Giữa năm 1965, Trần Văn Thủy tự cuốc bộ từ Lai Châu về Hà Nội để thi tuyển vào Trường Điện ảnh, nhưng khi tới nơi mới biết buổi thi đã tổ chức từ hai tuần trước. Dù không có cơ hội tham dự, ông vẫn cố ở lại Hà Nội để tìm những "ngách" khác học điện ảnh nhưng đều bị từ chối. Nhờ vào sự giúp đỡ của đạo diễn Nông Ích Đạt – khi đó công tác tại Xưởng phim truyện Việt Nam – Trần Văn Thủy được nhận vào lớp quay phim "chống Mỹ cứu nước" của trường, cùng khóa với các đồng nghiệp sau này của ông. Chương trình lẽ ra kéo dài hai năm và kết thúc vào giữa 1967, nhưng chỉ sau một nửa khóa, tháng 8 năm 1966 ông đã bị nhà trường cử vào miền Nam làm phóng viên quay phim tại chiến trường Khu 5. Trước khi đi ông mới động vào máy quay đúng hai lần. Để đủ điều kiện đi tác nghiệp, Trần Văn Thủy được kết nạp làm Đảng viên Đảng Cộng sản Việt Nam trong thời gian gấp gáp, tuy lý lịch gia đình ông khi đó từng bị "gạt phắt đi".

## Sự nghiệp điện ảnh

### 1966–1980: Dưới thời Chiến tranh Việt Nam và sang Liên Xô, về Việt Nam

#### Những người dân quê tôi
Trần Văn Thủy làm phóng viên chiến tranh tại Ban Tuyên huấn Khu 5 từ năm 1966 đến 1969, liên miên quay phim trên địa bàn tỉnh Quảng Đà. Chưa có kinh nghiệm gì nơi chiến trường, cuộc sống của ông hết sức nguy hiểm và phải chịu đựng thiếu thốn mọi điều. Khi mới đến, thay vì quay phim ông đã phải làm nương rẫy một thời gian. Về sau lúc được xuống đồng bằng, Trần Văn Thủy mới ghi lại những thước phim đầu tiên về nơi đây, khởi nguồn từ dòng sông Thu Bồn. Cùng với sự hỗ trợ của người dân địa phương, ông dành nhiều tâm huyết vào công việc mặc cho điều kiện sinh hoạt hạn chế, đến mức khi đã xong việc, vì rất ốm yếu và không còn đủ sức khỏe để ở lại đơn vị nên Trần Văn Thủy được cơ quan giao nhiệm vụ cõng 27 hộp phim ông đã quay về Bắc. Đi giữa đường, có lúc ông đã bị sốt nguy hiểm đến tính mạng; khi về đến nơi liền phải vào viện chữa trị nhiều tháng liên tiếp.
Tuy gặp nhiều khó khăn trong quá trình làm phim, nhiều người đã nghi ngờ Trần Văn Thủy "lừa dối", chỉ "bấm cho hết" số phim để đào ngũ ra Bắc. Một trong những lý do cho các cáo buộc này là bởi khâu tráng phim đã gặp nhiều khó khăn, do phim màu Tây Đức Agfacolor không thể tráng và hiển thị được với kĩ thuật của miền Bắc Việt Nam hiện thời. Có người từng định hủy bỏ toàn bộ số phim trên. Nhà quay phim Nguyễn Thế Đoàn đã dùng hết kinh nghiệm của mình để tráng các cuộn phim nhằm minh oan cho đồng nghiệp. Cuối cùng, ông Đoàn sáng tạo ra một cách tráng phim, tuy là tráng trắng đen nhưng vẫn tạo nên hiệu ứng đặc biệt và sau này được đạo diễn điện ảnh người Liên Xô Roman Karmen khen ngợi. Trần Văn Thủy sau đó tiếp tục tự dựng, biên tập tư liệu thành một tác phẩm hoàn chỉnh và đầu tay của ông, đặt tên là Những người dân quê tôi. Với thời lượng gần 50 phút, nội dung phim nói về cuộc sống của người dân nơi chiến trường. Bộ phim đã được gửi đi dự thi các liên hoan phim khối xã hội chủ nghĩa và giành giải Bồ câu Bạc tại Liên hoan phim tài liệu quốc tế Leipzig, Đức (DOK Leipzig) năm 1970.

#### Nhập học VGIK;Nơi chúng tôi đã sống

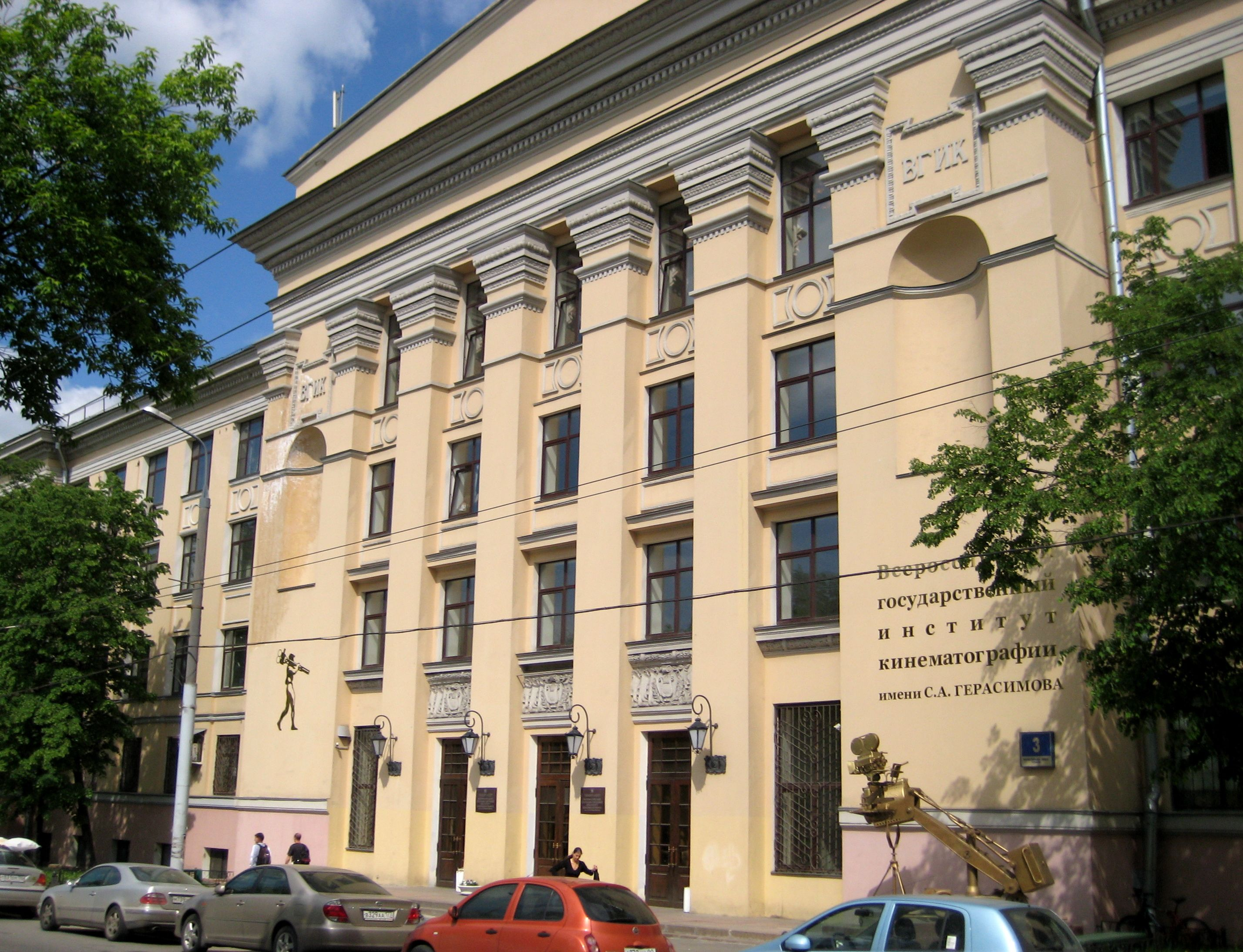
Trong giai đoạn từ 1973 đến 1977, Trần Văn Thuỷ đã theo học tại trường điện ảnh VGIK

Sau khi trở về công tác tại Trường Điện ảnh Việt Nam từ tháng 8 năm 1970, đến tháng 8 năm 1972 đạo diễn Trần Văn Thủy đi Liên Xô theo gợi ý của trường để học đạo diễn. Mới đầu, ông dành một năm học tiếng Nga tại Đại học Quốc gia Moskva. Mùa hè 1973, ông đã tham dự buổi thi tuyển vào Trường Đại học Điện ảnh Liên Xô (VGIK). Khi mới đến phỏng vấn, Roman Karmen – người trước đó từng trao giải cho Trần Văn Thủy ở DOK Leipzig – đã dành lời đánh giá cao phim Những người dân quê tôi và đặc cách cho ông làm tân sinh viên, bất chấp sự phản đối từ những thành viên ban giám hiệu khác. Ông Thủy trở thành học trò của vị đạo diễn này rồi theo học tại trường suốt 4 năm.
Năm 1975, dưới sự chỉ dẫn, hỗ trợ về phương tiện từ thầy Karmen, ông đã thực hiện một bộ phim tài liệu ở Siberia có tên Nơi chúng tôi đã sống (tiếng Nga: Там где мы жили). Đây là bài tập năm thứ hai của ông, nội dung tường thuật lại cuộc sống lao động của những sinh viên quốc tế trên công trường đường sắt Baikal–Amur. Tuy chỉ là bài tập khóa, bộ phim đã đoạt giải Hoa cẩm chướng đỏ trong liên hoan phim VGIK, đồng thời được đem đi trình chiếu toàn liên bang và tại nhiều nước Đông Âu. Sau này phim trở thành "kinh điển", hàng năm được các sinh viên khoa đạo diễn điện ảnh của trường xem. Trần Văn Thủy sau đó đã chọn Nơi chúng tôi đã sống là phim tốt nghiệp rồi nhận bằng loại xuất sắc. Ông về quê nhà sớm hơn một năm do không phải ở lại làm sản phẩm cuối khóa.

#### Phản bội
Tháng 9 năm 1977, Trần Văn Thủy trở lại Việt Nam và làm việc tại Xí nghiệp Tài liệu và Khoa học Trung ương (DSF). Ông đã được giao thực hiện bộ phim tài liệu về xung đột (sau này là chiến tranh) biên giới Việt Nam–Trung Quốc công chiếu năm 1979 mang tên Phản bội. Bộ phim – dài 9 cuốn (90 phút) do ông tự chấp bút viết kịch bản – vào thời điểm đó được nhiều người xem là phim tài liệu dài nhất do đó cũng khó làm và khó hấp dẫn người xem vì vấn đề thời lượng. Phim bao gồm các cuộc phỏng vấn tù nhân chiến tranh Trung Quốc và những thủ pháp điện ảnh để nêu bật lên sự vi phạm chủ quyền của Trung Quốc đối với Việt Nam. Bộ trưởng Bộ Ngoại giao Nguyễn Cơ Thạch là người hỗ trợ nhiệt tình việc thực hiện bộ phim. Thời điểm hoàn thành năm 1980, Xưởng phim Tài liệu Trung ương chưa đưa ra chỉ đạo gì cụ thể về cuốn phim. Chỉ tới khi Nguyễn Cơ Thạch được mời xem và khen ngợi phim là "hấp dẫn", chính xác lịch sử thì Phản bội mới được duyệt chiếu. Tuy nhiên, vẫn còn ý kiến cho rằng hình thức thể hiện tác phẩm bắt chước lối làm phim của dự án phim tài liệu lớn, dài 4 tập bởi hai đạo diễn Đông Đức Walter Heynowski và Gerhard Scheumann Phi công mặc quần áo ngủ. Chính hai vị đạo diễn này khi xem xong bộ phim của Trần Văn Thủy đã lên tiếng phát biểu rằng:
| “                                     | Phản bội không hề bắt chước thủ pháp của Phi công mặc quần áo ngủ. Phản bội có cách làm rất thích hợp với đề tài, hơn nữa, tôi muốn nói một điều quan trọng rằng thủ pháp không phải là tài sản của riêng ai | ” |
| — Walter Heynowski, Gerhard Scheumann | |   |

Sau khi ra mắt, bộ phim đã được chọn đi tham dự nhiều liên hoan phim quốc tế, trong đó được trao tặng bằng khen bởi Ủy ban bảo vệ hòa bình Liên Xô tại Liên hoan phim quốc tế Moskva lần thứ 12. Phản bội cũng nhận giải Bông sen vàng hạng mục phim tài liệu tại Liên hoan phim Việt Nam lần thứ 5 (1980) cùng với hai tác phẩm khác của Bùi Đình Hạc, tuy theo cơ chế liên hoan chỉ có duy nhất một giải Bông sen vàng trao cho mỗi hạng mục. Cho đến nhiều năm sau, đây vẫn được coi là bộ phim tài liệu hấp dẫn nhất dòng phim tài liệu chính luận Việt Nam. Dù vậy, khi chiến tranh kết thúc, các bản phim Phản bội đã hoàn toàn không thể tìm thấy và bị "giấu" đi vì lý do chính trị.

### 1982–1987: Thành công vớiHà Nội trong mắt aivàChuyện tử tế

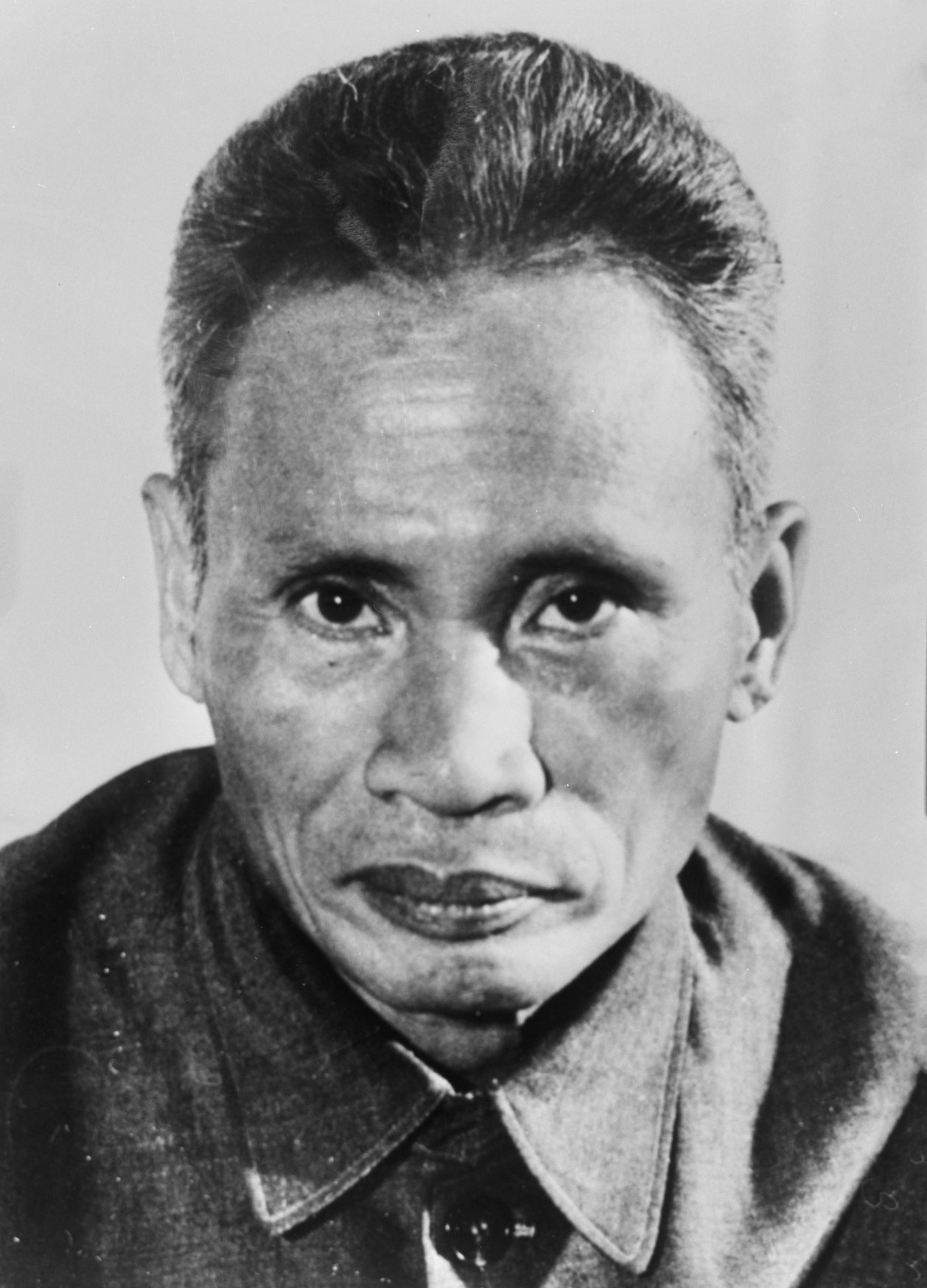
Thủ tướng Phạm Văn Đồng là người đã xem Hà Nội trong mắt ai vào năm 1983 và tác động hết mức có thể để bộ phim phát hành ra đại chúng. Dù vậy, tác phẩm vẫn bị ra chỉ thị cấm chiếu bởi những chính khách cấp cao khác

Sau thành công lớn của Phản bội, cả năm 1981 ông đã không có tác phẩm tài liệu mới. Đến đầu năm 1982, Trần Văn Thủy nhận làm đạo diễn cho một bộ phim quảng bá du lịch Hà Nội mang tên Hà Nội năm cửa ô. Sau khi đọc kịch bản do Đào Trọng Khánh chấp bút, ông quyết định sửa lại hoàn toàn thành một nội dung khác dựa trên tìm hiểu thực tế về đời sống xã hội thời hậu chiến. Thông qua các nhân vật và câu chuyện lịch sử của Hà Nội trong quá khứ, ông đã dần tạo nên nội dung cho bộ phim. Bộ phim có sự xuất hiện của những nhân vật đương thời như nghệ sĩ guitar khiếm thị Văn Vượng và họa sĩ Bùi Xuân Phái, với các cảnh quay được thực hiện quanh Hà Nội thời bao cấp. Trái ngược với phong cách chính luận của các phim tài liệu thời đó, Hà Nội trong mắt ai khắc họa nên một thủ đô mang "âm hưởng tha thiết, trong sáng và có chút ngậm ngùi từ tình yêu dành cho nó [...] với vẻ đẹp về chiều sâu tư tưởng, về cách trị nước yên dân trong quá khứ".

Khi mới hoàn thành, Hà Nội trong mắt ai nhanh chóng vấp phải rắc rối với các cơ quan kiểm duyệt. Việc bộ phim "mượn chuyện xưa để nói chuyện nay" đã đụng chạm tới quan chức và bị một số lãnh đạo trong lĩnh vực tư tưởng văn hóa, chủ yếu được cho là Tố Hữu, xem là "có vấn đề". Trong một văn bản soạn trước thềm Đại hội II Hội Điện ảnh Việt Nam, phim của Trần Văn Thủy bị "kết tội" với ba ý gồm phim "không đi theo đường lối của Đảng"; "không cùng Đảng giải quyết những khó khăn của hiện tại" và "bằng vào sự nuối tiếc quá khứ phong kiến ngày xưa mà gieo rắc vào thực tại những hoài nghi bi quan và tiêu cực". Bộ phim sau cùng đã bị cấm chiếu dù không có văn bản nào chính thức, nhưng vẫn có một đoạn thời gian từ tháng 10 năm 1983 từng được phép ra rạp nhờ vào sự can thiệp của thủ tướng Phạm Văn Đồng. Trong thời gian này, ông âm thầm làm tiếp một bộ phim khác mang tên Chuyện tử tế. Khác với tác phẩm trước, lần này phim đi sâu vào thân phận cơ cực của những người nghèo khổ và thực trạng xã hội Việt Nam đương thời. Cuốn phim được ông hoàn thành vào năm 1985 trong hoàn cảnh gia đình rất khó khăn và bị công an chính quyền theo dõi. Nhưng sớm sau đó, phim cũng chung số phận với Hà Nội trong mắt ai vì không thể phổ biến tới công chúng và phải cất đi để tránh bị lãnh đạo hãng phim phát hiện.
Nguyễn Thước, 
Năm 1987, khi Việt Nam bước vào giai đoạn Đổi Mới, Trần Văn Thủy đã được Tổng bí thư Nguyễn Văn Linh ủng hộ bộ phim Hà Nội trong mắt ai. Ông Linh cho tập hợp những cán bộ quản lý văn hóa văn nghệ, chủ tịch, tổng thư ký các hội văn học nghệ thuật cùng xem phim để cho phiếu chiếu hay không chiếu phim và tất cả mọi người đều thông qua việc chiếu phim. Cùng lúc này, Tổng bí thư cũng gặp riêng Trần Văn Thủy để đề nghị ông làm tiếp phần 2 của cuốn phim. Vì vậy mà Chuyện tử tế vốn nằm kho từ lâu có cơ may ra mắt cùng một lúc với Hà Nội trong mắt ai. Thời điểm công chiếu 1987, cả hai tác phẩm đã được khán giả đón nhận nồng nhiệt. Các buổi chiếu rạp của phim luôn trong tình trạng kín chỗ, người dân thậm chí phải xếp hàng để mua vé xem phim. Đây được xem là điều chưa từng có đối với dòng phim tài liệu sản xuất bởi nhà nước, vốn nhận về ít sự quan tâm và thường chỉ chiếu kèm phim truyện hoặc chiếu miễn phí.
Với sự đón nhận tích cực từ người xem lẫn giới chuyên môn, Hà Nội trong mắt ai đã được chiếu lại nhiều lần và đoạt giải Bông sen vàng hạng mục Phim tài liệu tại Liên hoan phim Việt Nam lần thứ 8 năm 1988. Trong khi đó, Chuyện tử tế cũng đoạt giải Bồ câu bạc tại DOK Leipzig cùng năm, bất chấp việc phim từng bị chính quyền ngăn không cho chiếu tại nước ngoài. Nhiều khán giả và báo chí quốc tế đã gọi Chuyện tử tế là "một quả bom đến từ Việt Nam nổ tung ở thành phố Leizpig".
Cả hai bộ phim Hà Nội trong mắt ai và Chuyện tử tế đã thành công thu hút hàng triệu khán giả, cho đến nhiều thập kỷ sau vẫn còn giữ nguyên tính thời sự và là bộ đôi tác phẩm tiêu biểu và nổi tiếng nhất của đạo diễn Trần Văn Thủy. Riêng với Chuyện tử tế, phim có mặt tại vô số liên hoan phim, sự kiện điện ảnh khác nhau trên thế giới, tạo nên một lượng tín đồ người xem từ quốc tế cũng như người Việt hải ngoại và được 12 đài truyền hình từ các nước mua bản quyền về chiếu. Đạo diễn, nhà phê bình điện ảnh người Mỹ John Gianvito đã đề cử phim vào danh sách một trong số 10 phim tài liệu hay nhất mọi thời đại của Viện phim Anh.

### 1988–nay: Các dự án phim khác
Giai đoạn này, Trần Văn Thủy vẫn tiếp tục đạo diễn kiêm biên kịch nhiều bộ phim tài liệu khác nhau. Nhờ những thành tựu điện ảnh của mình, ông từng được bầu vào ban chấp hành Hội Điện ảnh Việt Nam tại Đại hội IV của hội tháng 8 năm 1995. Trần Văn Thủy cũng được mời làm thành viên ban giám khảo phim tài liệu tại các liên hoan phim quốc tế, giải thưởng điện ảnh lớn như DOK Leipzig (1989), Giải Cánh diều (2008), Liên hoan Truyền hình toàn quốc (2020), Giải Văn hóa doanh nhân Việt Nam (2005),...

#### Phim về đề tài hậu chiến
Trong những năm cuối thập niên 1980 và 1990, ông đã thực hiện hai dự án phim lớn, lấy chủ đề thân phận con người thời hậu chiến. Năm 1996, ông cùng Hồ Trí Phổ thực hiện một bộ phim về cuộc sống gia đình của cựu quân nhân Việt Nam bị ảnh hưởng bởi chất độc da cam mang tên Chuyện từ góc công viên. Không giống với những phim có sử dụng lời bình, bộ phim này Trần Văn Thủy đã gần như không dùng lời bình, không âm nhạc – là phương pháp làm phim tài liệu hiện đại vốn còn rất sơ khai tại Việt Nam khi ấy. Phim từng đem đi chiếu tại hội thảo quốc tế về chất độc da cam tổ chức ở nhiều nơi khác nhau, đặc biệt là Mỹ.
Năm 1998, vào đúng ngày tưởng niệm 30 năm thảm sát Mỹ Lai, ông xuất xưởng bộ phim tài liệu Tiếng vĩ cầm ở Mỹ Lai. Nhân vật chính của phim là một cựu chiến binh người Mỹ Mike Boehm luôn cố gắng đem tiếng vĩ cầm đến người dân sống tại thôn Mỹ Lai và những người đã khuất, cùng với đó là cuộc trở về của các lính Mỹ từng tham gia ngăn chặn cuộc thảm sát. Bộ phim đã đoạt nhiều giải thưởng lớn ở cả Việt Nam và quốc tế, bao gồm giải Hạc vàng hạng mục phim ngắn hay nhất tại Liên hoan phim châu Á-Thái Bình Dương lần thứ 43 (1999), giải Bông sen bạc và "Đạo diễn xuất sắc" cho Trần Văn Thủy tại Liên hoan phim Việt Nam lần thứ 12. Dù vậy khi mới hoàn thành, tác phẩm lại không được Cục Điện ảnh duyệt vì phim thực hiện mà không có sự cho phép của Cục. Đích thân các giám đốc DSF Nguyễn Văn Nhân và Lê Mạnh Thích phải mời bộ trưởng Bộ Văn hóa Nguyễn Khoa Điềm đến xem phim để Tiếng vĩ cầm ở Mỹ Lai được Cục Điện ảnh thông qua và phim được cho in thành nhiều bản tranh cử liên hoan phim quốc tế. Bộ phim từng là tác phẩm khai mạc Liên hoan phim tài liệu châu Âu – Việt Nam lần thứ 7 và đã thí điểm (sau đó là chính thức) đưa vào chương trình giảng dạy dưới dạng chuyện kể cho các học sinh lớp 5 trên khắp Việt Nam.
Từ tháng 3 năm 1989 đến tháng 3 năm 1990, Hội người Việt Nam tại Pháp và Cộng hòa Liên bang Đức cùng các bạn bè của Trần Văn Thủy đã tổ chức cho ông đi phỏng vấn, khảo sát về cộng đồng người Việt ở các nước Tây Âu bằng camera ghi hình với dung lượng 100 giờ băng. Sau khi hoàn thành, ông đặt tên cho bộ phim là Thầy mù xem voi, dài 2 tập. Tác phẩm chưa được chiếu tại Việt Nam bởi những nguyên do khác nhau, bao gồm chính trị.

#### Phim làm theo đơn đặt hàng
Nhờ vào độ nổi tiếng của Chuyện tử tế, Trần Văn Thủy đã được nhiều hãng phim, đài truyền hình nước ngoài mời làm phim tài liệu. Tác phẩm đầu tiên thuộc kiểu này là Một cõi tâm linh, sản xuất năm 1992 và công chiếu năm 1993 do đài Channel 4 (Anh) đặt hàng. Bộ phim gom góp, bàn luận nhiều chuyện về thờ cúng, các khái niệm tâm linh của người Việt Nam. Trước đó, ông được mời sang nước Anh để trao đổi việc sản xuất phim và khi về nước vẫn tiếp tục giữ liên lạc thông qua đạo diễn Neil Gibson. Khi vị đạo diễn này bất ngờ bị đột tử, phía đài truyền hình Anh đã gửi thẳng một bức thư đến nguyên Thủ tướng Võ Văn Kiệt để nhờ chuyển lá thư ngỏ từ nhà đài đến Trần Văn Thủy. Bởi sự kiện trên mà các dự án sau đó ông đã không gặp phải bất cứ trở ngại nào trong quá trình làm việc với các đối tác nước ngoài. Cũng vào năm 1993, Trần Văn Thủy được đài NHK (Nhật Bản) tài trợ để làm một bộ phim tài liệu nói về con người Việt Nam mang tên Có một làng quê. Ông quyết định về làng gốm Phù Lãng, tỉnh Bắc Ninh để ghi lại cảnh sinh hoạt nơi đây. Bộ phim làm xong năm 1994 và phát trên sóng truyền hình Nhật Bản cùng năm.
Sau khi nghỉ hưu ở Xưởng phim tài liệu Trung ương năm 2000, đến năm 2007 đạo diễn Trần Văn Thủy đã hoàn thành loạt phim tiểu sử dài 4 tập mang tên Mạn đàm về người man di hiện đại – nhân kỷ niệm 125 năm ngày sinh học giả Nguyễn Văn Vĩnh. Ý tưởng thực hiện bộ phim xuất phát từ Nguyễn Lân Bình, cháu nội của Nguyễn Văn Vĩnh, và ông cũng là người đứng ra tổ chức đầu tư lẫn chấp bút viết kịch bản. Trần Văn Thủy đã được đề nghị làm đạo diễn bộ phim và đồng biên kịch, còn Nguyễn Sỹ Bằng là người quay phim. Phim làm trong vòng một năm, trải dài qua vô số địa điểm khác nhau từ Bắc, Trung, Nam Việt Nam đến Lào, Pháp,... để thu thập khung cảnh và tìm kiếm tư liệu. Tuy ban đầu chỉ ra mắt dưới dạng phim tư liệu gia đình, công chiếu trong nội bộ gia tộc và một số bạn hữu, trường đại học, phim đã dần được các nhà nghiên cứu để ý đến và sau đó là cả các cơ quan truyền thông, dư luận Việt Nam cùng quốc tế. Tác phẩm sau đó được chiếu rộng rãi tại Trung tâm Văn hóa Pháp tại Hà Nội và Thành phố Hồ Chí Minh; buổi chiếu phim ở Hà Nội được mô tả là "quá đông người". Phim đã nhận về nhiều phản hồi tích cực, được đánh giá là "vượt ngưỡng rất xa khỏi tư liệu gia tộc" và từng được mời chiếu tại Pháp với các nước khác.
Nhân sự kiện Đại lễ 1000 năm Thăng Long – Hà Nội, Trần Văn Thủy cùng đạo diễn Nguyễn Sỹ Chung thực hiện một tác phẩm tài liệu về đề tài âm nhạc cổ truyền mang tựa Vọng khúc ngàn năm. Phim làm theo đơn đặt hàng của Nhà xuất bản Âm nhạc Việt Nam. Bộ phim có độ dài 4 tập, mỗi tập dài từ 70 đến 80 phút nói về một chủ đề khác nhau; hai tập phim đầu sau đó đã phát hành dưới dạng đĩa DVD trên toàn quốc.

## Sự nghiệp sáng tác

### Sách nghiên cứu
Từ những năm 2001–2002, Viện William Joiner Center (WJC) thuộc Trường Đại học Massachusetts Boston đã có lời ngỏ mời Trần Văn Thủy sang Mỹ tham gia chương trình "Nghiên cứu về cộng đồng người Việt". Sau hai lần nhận lời mời, ông quyết định xuất ngoại trong 6 tháng và tại đây được tiếp xúc với nhiều hoàn cảnh, bị ám ảnh bởi những thân phận phải tha hương sau 1975. Đây là động lực khiến ông dành toàn bộ công sức vào hoàn thành công trình nghiên cứu. Trong quá trình tìm hiểu, Trần Văn Thủy đã đi gặp những người bạn đồng lớp cũ, giới văn chương, trí thức để phỏng vấn và trò chuyện một cách cởi mở về cuộc sống cũng như suy nghĩ của người Việt tại hải ngoại. Vào năm 2003, sau khi hoàn thành xong bản thảo dài trên 200 trang, Trần Văn Thủy đã có dịp gặp nhà văn Nguyên Ngọc hai tuần trước khi về nước và được ông Nguyên Ngọc thúc giục in công trình thành sách. Cuốn sách đầu tay của ông mang tên Nếu đi hết biển nhờ đó ra đời.
Cuốn sách dài gần 200 trang, in bởi nhà xuất bản Thời Văn ở California sau khi phát hành đã gây nên những phản ứng trái chiều trong cộng đồng người Việt tại Hoa Kỳ. Có người viết hẳn một cuốn sách để phản bác toàn bộ công trình của Trần Văn Thủy và chỉ trích ông. Những ý kiến cáo buộc cho rằng sách phát hành có chủ đích, trong hoàn cảnh một nghị quyết của Bộ Chính trị Đảng Cộng sản Việt Nam đang được triển khai tại cộng đồng người Việt hải ngoại, cùng với đó là việc hầu hết nhân vật được phỏng vấn trong sách là những người tỵ nạn cộng sản. Tuy vậy, Nếu đi hết biển vẫn tiếp tục tái bản một lần nữa tại Mỹ vào năm 2004. Không dừng lại với những tranh luận ở hải ngoại, cuốn sách cũng không được chính quyền Việt Nam chấp nhận và phổ biến trong nước. Đã từng có nhà xuất bản tại Việt Nam muốn in sách nhưng Trần Văn Thủy yêu cầu phải giữ "đúng từng dấu chấm, dấu phẩy".

### Hồi ký
Vào ngày 20 tháng 5 năm 2013, Trần Văn Thủy và Lê Thanh Dũng ra mắt cuốn hồi ký dài 29 chương, 480 trang nói về cuộc đời ông mang tên Chuyện nghề của Thủy. Sách do Nhà xuất bản Hội nhà văn phối hợp Công ty sách Phương Nam ấn hành. Ý định viết sách khởi đầu từ khoảng 2011–2012, khi hai học giả người Mỹ Michael Ronov và Dean Wilson đã sang phỏng vấn ông trong nửa năm để viết một luận văn dài với tựa đề "Tran Van Thuy's Story of Kindness: Spirituality and Political Discourse". Ông cùng Lê Thanh Dũng sau đó dành ra 10 tháng liền sắp xếp lại các thông tin đã nói với hai nhà nghiên cứu và bổ sung thêm những điều chưa kể. Trong sách còn có một số chương của Nếu đi hết biển mà ông đưa vào. Dù lo sợ tác phẩm sẽ không được phép xuất bản hoặc bị cắt gọt, nhưng cuối cùng bản thảo của ông vẫn giữ nguyên từ đầu đến cuối.
Các buổi ra mắt Chuyện nghề của Thủy được lên kế hoạch tổ chức trên khắp Việt Nam và thu hút rất đông người tham gia, đi qua lần lượt 5 tỉnh, thành phố lớn lần lượt là Thành phố Hồ Chí Minh, Nha Trang, Đà Nẵng, Huế, Hà Nội. Tuy chỉ mới in 1000 bản đầu tiên và nhà phát hành có tính đến nguy cơ bị lỗ, cuốn sách nhanh chóng bán hết hàng và có được sự phê bình tích cực từ độc giả. Sách đã tái bản lại nhiều lần và được trao giải "Phát hiện mới" tại Giải Sách hay năm 2013. Giáo sư, cựu chiến binh người Mỹ Eric Henry cùng nhà nghiên cứu Nguyễn Quang Dy sau đó chuyển ngữ sách sang tiếng Anh; Wayne Karlin là người biên tập nội dung và đặt tựa sách thành In Whose Eyes, do Đại học Massachusetts xuất bản năm 2016. Đây được xem là cuốn hồi ký đầu tiên của một đạo diễn Việt Nam dịch ra tiếng Anh.
Cùng thời điểm bản Anh ngữ Chuyện nghề của Thủy ra mắt tại Mỹ, ông cũng cho in Trong đống tro tàn – một cuốn tạp bút gồm 16 tiểu luận dài 430 trang, bàn luận về vấn đề xã hội và những câu chuyện có thật của thân phận con người. Cuốn sách do nhà xuất bản Người Việt Books phát hành ở Hoa Kỳ.

## Phong cách sáng tác và quan điểm
Trần Văn Thủy, 
Các tác phẩm điện ảnh của đạo diễn Trần Văn Thủy đều hướng tới con người và xoáy sâu vào tâm tư, số phận của họ. Đối với Trần Văn Thủy, điểm xuất phát những bộ phim tài liệu ông làm là lòng yêu nước. Ông luôn đề cao "sự thật", "con người" trong tư tưởng và trong cả các thước phim tài liệu, cũng như đặc biệt để ý đến cách một tác phẩm nghệ thuật phản ánh hiện thực xã hội. Ông còn là một nhà làm phim theo thiên hướng xét lại, giống với thế hệ nghệ sĩ tiên phong khi ấy. Tuy nhiên vì lối đi này mà Trần Văn Thủy đã gặp phải không ít cản trở từ các cấp chính quyền Việt Nam. Chỉ tính đến năm 2016, vẫn có những bộ phim do ông thực hiện chưa được phép chiếu rộng rãi ra công chúng.
Trần Văn Thủy cho biết người gây ảnh hưởng lớn đến sự nghiệp làm phim của ông là đạo diễn Roman Karmen. Sự thành công của những bộ phim tài liệu ông làm cũng dựa trên kinh nghiệm và tác động sâu sắc từ nền điện ảnh Liên Xô. Chính Karmen là người đã truyền cảm hứng cho Trần Văn Thủy về nhân cách, điều tạo nên một nghệ sĩ, và quan niệm phải "đánh đúng vào dây thần kinh của xã hội". Phần lớn các bộ phim đề tên ông, giống với đồng nghiệp lúc bấy giờ, được thực hiện theo lối kể tự sự: hình ảnh, âm nhạc là phụ còn lời bình là trung tâm. Tất cả những dự án ông làm đều là phim tài liệu, trong đó tự viết kịch bản và lời bình, dù trên thực tế hầu hết số phim này không có sẵn kịch bản mà được hình thành thông qua quá trình đi tìm ý tưởng, ghi hình. Trong một cuộc phỏng vấn, đạo diễn Trần Văn Thủy nhận định "[phim tài liệu] phải truyền tải được một thông điệp gì đó về lẽ sống, về cách ứng xử, về bổn phận [...] lấy mục tiêu con người, xoay quanh con người". Ông tự nhận mình chưa bao giờ làm phim mang tính khoa trương, tụng ca. Bên cạnh "đúng và đủ", tính hấp dẫn trong một phim tài liệu cũng được ông chú trọng và là "tiêu chí đầu tiên" của đạo diễn.
Về quan điểm xã hội, ông đặt ra điều quan trọng nhất đối với xã hội Việt Nam là nhân cách và "sự tử tế". Trần Văn Thủy dành mối quan tâm nhất định và một cái nhìn trực diện về chính trị, về vấn đề hòa hợp dân tộc Việt Nam và cuộc sống con người hậu 1975. Ở lĩnh vực điện ảnh, đã có thể thấy qua những bộ phim về đời sống xã hội Việt Nam mà điển hình là Hà Nội trong mắt ai và Chuyện tử tế. Ở lĩnh vực văn chương, cuốn sách đầu tay của ông Nếu đi hết biển – trong đó đề cập tới khía cạnh hòa hợp dân tộc, thuật lại câu chuyện và phỏng vấn các văn nghệ sĩ, giới tri thức tại hải ngoại, bao gồm những người chống Cộng – từng bị phê phán cũng vì đưa ra một cái nhìn trực diện vào vấn đề nhạy cảm ít ai muốn nhắc đến. Tương tự, lối khai thác này đã được áp dụng với cuốn Chuyện nghề của Thủy ra đời một thập kỷ sau đó.

## Phim tài liệu
Danh sách này không đầy đủ, bạn cũng có thể giúp mở rộng danh sách.
| Năm sản xuất | Phim                              | Vai trò  | Vai trò   | Vai trò   | Hãng sản xuất                                                 | Ghi chú | Tham khảo       |
| Năm sản xuất | Phim                              | Đạo diễn | Biên kịch | Quay phim | Hãng sản xuất                                                 | Ghi chú | Tham khảo       |
| ------------ | --------------------------------- | -------- | --------- | --------- | ------------------------------------------------------------- | --- | --------------- |
| 1970         | Những người dân quê tôi           | Có       | Có        | Có        | Xưởng phim điện ảnh Giải Phóng khu V                          | bộ phim đầu tay, quay ở chiến trường Quảng Đà. Có sự đóng góp của liệt sĩ Trần Mậu Tý (bút danh Triều Phương), sau này được Trần Văn Thủy đưa lên làm đồng biên kịch bộ phim | [ 35 ] [ 162 ]  |
| 1975         | Nơi chúng tôi đã sống             | Có       | Có        | Không     | Trường Đại học Điện ảnh Liên Xô                               | phim quay tại Siberia, là bài tập năm thứ hai của Trần Văn Thủy. Quay phim là một người Tiệp Khắc tên Peter Bartol. | [ 18 ] [ 43 ]   |
| 1980         | Phản bội                          | Có       | Có        | Không     | Xưởng phim Tài liệu và Khoa học Trung ương                    | phim nói về Chiến tranh biên giới Việt–Trung 1979; hiện các bản phim không thể tìm xem | [ 163 ] [ 164 ] |
| 1983         | Hà Nội trong mắt ai               | Có       | Có        | Không     | Xưởng phim Tài liệu và Khoa học Trung ương                    | phim từng có thời gian công chiếu lần đầu vào năm 1983 nhưng bị kiểm duyệt và đến 1987 mới được tái phát hành cùng với Chuyện tử tế | [ 165 ] [ 166 ] |
| 1985         | Chuyện tử tế                      | Có       | Có        | Không     | Xưởng phim Tài liệu và Khoa học Trung ương                    | được xem là tập 2 của Hà Nội trong mắt ai | [ 60 ] [ 167 ]  |
| 1986         | Có hai câu tục ngữ                | Có       | Có        | Không     | Xưởng phim Tài liệu và Khoa học Trung ương                    | phim thực hiện ở Liên Xô, nói về cuộc sống của người Việt sinh sống và lao động tại đây. Phim do Bộ Lao động – Thương binh và Xã hội đặt hàng sản xuất nhưng sau khi hoàn thành đã vấp phải tranh cãi giữa nhiều bộ, ban ngành khác nhau về vấn đề nội dung, cuối cùng không được phép chiếu | [ 168 ]         |
| 1990         | Thầy mù xem voi                   | Có       | Có        | Không     | —                                                             | phim được thực hiện ở một số nước Tây Âu; gồm 2 tập, tập 1 có tên "Chuyện vặt xứ người" còn tập 2 có tên "Chuyện đồng bào" | [ 4 ] [ 170 ]   |
| 1992         | Chợ tình Khâu Vai                 | Có       | Có        | Không     | Xuởng phim Tài liệu và Khoa học Trung ương                    | phim từng chiếu tại Liên hoan phim tài liệu quốc tế Yamagata | [ 171 ] [ 172 ] |
| 1992         | Một cõi tâm linh                  | Có       | Có        | Không     | Channel 4 Hãng phim Thanh Niên                                | phim làm theo đơn đặt hàng | [ 44 ] [ 173 ]  |
| 1993         | The Vietnam Peace                 | Có       | Không     | Không     | Đài ABC                                                       | phim gồm 3 tập. Tham gia với tư cách cộng tác viên của đài ABC (Úc) | [ 44 ] [ 174 ]  |
| 1994         | Có một làng quê                   | Có       | Có        | Không     | NHK Hãng phim Thanh Niên                                      | phim làm theo đơn đặt hàng | [ 44 ] [ 175 ]  |
| 1996         | Chuyện từ góc công viên           | Có       | Có        | Không     | Xuởng phim Tài liệu và Khoa học Trung ương                    | | [ 176 ] [ 177 ] |
| 1998         | Tiếng vĩ cầm ở Mỹ Lai             | Có       | Có        | Không     | Xuởng phim Tài liệu và Khoa học Trung ương                    | phim sản xuất và phát sóng tưởng niệm 30 năm vụ Thảm sát Mỹ Lai | [ 83 ] [ 178 ]  |
| 1999         | Nam Retour sur image              | Có       | Không     | Không     | Do Quak Production                                            | tham gia vào quá trình làm phim | [ 19 ] [ 179 ]  |
| 2000         | Tưởng nhớ Giáo sư Hoàng Minh Giám | Có       | Có        | Không     | Xuởng phim Tài liệu và Khoa học Trung ương                    | phim tiểu sử về Hoàng Minh Giám | [ 180 ] [ 181 ] |
| 2001         | Nhà thờ Phát Diệm                 | Có       | Có        | Không     | Giáo phận Phát Diệm                                           | sản xuất nhân kỷ niệm 100 năm thành lập Giáo phận Phát Diệm | [ 160 ] [ 182 ] |
| 2001         | Lời của đá                        | Có       | Có        | Không     | Giáo phận Phát Diệm                                           | sản xuất nhân kỷ niệm 100 năm thành lập Giáo phận Phát Diệm | [ 160 ] [ 182 ] |
| 2006         | Vượt lên chính mình               | Có       | Có        | Không     | Trung tâm Nghiên cứu Sức khoẻ Cộng đồng và Phát triển (COHED) | | [ 183 ] [ 184 ] |
| 2007         | Mạn đàm về người man di hiện đại  | Có       | Có        | Không     | —                                                             | phim nói về nhà báo Nguyễn Văn Vĩnh, dài 4 tập với tổng thời lượng 215 phút | [ 113 ] [ 185 ] |
| 2011         | Vọng khúc ngàn năm                | Có       | Có        | Không     | Nhà xuất bản Âm nhạc                                          | phim thực hiện theo đơn đặt hàng nhân Đại lễ 1000 năm Thăng Long – Hà Nội; đồng đạo diễn Nguyễn Sỹ Chung, dài 4 tập, mỗi tập 70–80 phút | [ 119 ] [ 120 ] |
| 2015         | Alexander Yersin                  | Không    | Có        | Không     | Xuởng phim Tài liệu và Khoa học Trung ương                    | đạo diễn Đào Thanh Tùng và Nguyễn Sỹ Bằng | [ 186 ] [ 187 ] |
| 2023         | Mẹ ngóng con về                   | Không    | Không     | Không     | Đài Truyền hình Việt Nam                                      | chiếu trong chương trình VTV Đặc biệt. Phim do ông lên ý tưởng, đề tài | [ 61 ] [ 188 ]  |

## Di sản
Nguyên Ngọc, 
Trong giới phim tài liệu Việt Nam, Trần Văn Thủy đã trở thành "cây đa, cây đề" và được mệnh danh là "đạo diễn phim tài liệu số một", hay được ví như "Francis Coppola của Việt Nam". Ông từng được mời vào vô số những buổi thuyết trình, hội thảo, các buổi phỏng vấn từ Việt Nam đến khắp nơi trên quốc tế về các bộ phim của ông, nhiều nhất là Mỹ, cùng với đó là chia sẻ góc nhìn về chính trị, xã hội.
Trong bối cảnh đất nước còn sống dưới chế độ bao cấp, giới văn nghệ sĩ vẫn chưa thể "cởi trói", ông đã trở thành người dũng cảm thực hiện các bộ phim đụng đến mặt yếu kém của xã hội. Được xem như là một "Perestroika Việt Nam" trong công cuộc Đổi Mới, Trần Văn Thủy gây ra vô vàn tranh cãi vì tác phẩm của ông không chỉ cho thấy mặt tối của bộ phận chính khách trong Đảng mà còn phơi bày nó một cách trần trụi. Dù thực tế phổ biến là các nhà làm phim Việt Nam không được phép quay những bộ phim mang tính phê phán tầng lớp lãnh đạo, hai cuốn phim Hà Nội trong mắt ai và Chuyện tử tế do ông đạo diễn sau này đã đóng vai trò tiên phong trong quá trình công khai hóa ("glasnost") của Đảng Cộng sản Việt Nam khi bước sang thời kỳ Đổi Mới, cho thấy rằng việc chỉ trích, phê bình chính phủ và phương cách quản trị đất nước vẫn xuất hiện trong các tác phẩm sản xuất bởi nhà nước. Theo nhận định của Đoàn Ánh Dương (2020), Trần Văn Thủy đã "phá vỡ những khung khổ hiện thực quen thuộc để phơi bày các hiện thực nghệ thuật mới trong phim nghệ thuật [với Đặng Nhật Minh] và phim tài liệu".
Trần Văn Thủy cũng là một nhân vật có quan điểm chính trị gây trái chiều. Giống như các văn nghệ sĩ thời kì Đổi Mới, ông đã đặt câu hỏi, thách thức những điều được tôn vinh trong Chiến tranh Việt Nam và thời hậu chiến của chính quyền cộng sản qua các tác phẩm của mình. Cho đến nhiều thập kỷ sau, ông vẫn lên tiếng về tình hình xã hội tại Việt Nam và bày tỏ lập trường về một số sự kiện chính trị khác nhau. Nhưng cũng vì điều này mà trong một thời gian dài khoảng cuối thế kỷ 20, ông từng trở thành đối tượng bị dò xét bởi chính quyền; bị công an theo dõi và thẩm vấn, khám xét nhiều lần và bị Bộ Văn hóa gây khó dễ không cho xuất cảnh. Theo chính lời Trần Văn Thủy kể lại, một trong số những viên công an từng tham gia vào việc bắt giữ đạo diễn tại Thủ Đức đã chỉ thẳng mặt ông "mày là thằng phản động". Tuy vậy, ông lại nhận được đánh giá cao từ các học giả quốc tế về những thông điệp đem lại cho khán giả. Trong một buổi thảo luận với đạo diễn Trần Văn Thủy vào năm 2003, giáo sư Pam McElwee của Đại học Yale đã bình luận: "Những nhận xét của ông [Trần Văn Thủy] thực sự thẳng thắn, thực sự cởi mở, thực sự trung thực khi nói về tình hình xã hội, điều mà bạn không thể nghe thấy ở Việt Nam. [...] Ông chắc chắn là một trong những tiếng nói đơn lẻ, độc lập và rất tuyệt khi được nghe".

### Giải thưởng và vinh danh
Tính đến năm 2000, ông đã có danh hiệu Nghệ sĩ ưu tú. Năm 2001, Trần Văn Thủy được phong tặng danh hiệu Nghệ sĩ nhân dân. Tại các kỳ Liên hoan phim Việt Nam, ông đoạt ba giải Đạo diễn xuất sắc lần lượt vào những năm 1980, 1988 và 1999. Ở phạm vi quốc tế, Trần Văn Thủy đã được vinh danh là "Chứng nhân thế giới" ("Witnessing the World") tại Hội thảo điện ảnh tài liệu quốc tế The Robert Flaherty tổ chức tháng 5 năm 2003 ở New York và từng xuất hiện trong cuốn "Từ điển danh nhân" của Nhật Bản.
Vào năm 2021, Trần Văn Thủy cùng Nghệ sĩ nhân dân Đào Trọng Khánh được đề cử xét tặng Giải thưởng Hồ Chí Minh đợt 6 ở lĩnh vực điện ảnh, phim truyền hình. Tuy nhiên ông đã không thông qua sự đồng thuận của hội đồng xét duyệt. Cụm tác phẩm trong hồ sơ của đạo diễn, gồm Nơi chúng tôi đã sống, Phản bội, Chuyện tử tế, Hà Nội trong mắt ai, Chuyện từ góc công viên và Tiếng vĩ cầm ở Mỹ Lai, đã không tích đủ 80% số phiếu đồng thuận từ các thành viên hội đồng chuyên ngành cấp Nhà nước, gây nên những ý kiến trái chiều từ người trong nghề và dư luận. Theo tiết lộ của Trần Văn Thủy, lý do cho việc hội đồng không chấp thuận là vì một bức thư của đạo diễn phim khoa học Nguyễn Lương Đức gửi đến Bộ Văn hóa, Thể thao và Du lịch, cáo buộc phim Phản bội do ông thực hiện lấy nguyên xi từ bản gốc phim Liên Xô và chỉ lồng tiếng thuyết minh vào. Việc chủ đề của tác phẩm nói về chiến tranh biên giới cũng được cho là nguyên do khiến cơ quan thẩm quyền rơi vào thế khó xử, vì sẽ bị Trung Quốc phản đối nếu trao giải cho ông nhờ cuốn phim này.
Câu chuyện về quãng đời vào chiến trường của Trần Văn Thủy từng được khắc họa trong bộ phim truyện hợp tác Việt Nam – Singapore Vũ khúc con cò, với hình tượng là một chiến sĩ vào chiến trường quay phim tên Vinh – một trong số những nhân vật chính của tác phẩm. Vào năm 2022, nhân kỷ niệm 40 năm ngày phim tài liệu Hà Nội trong mắt ai ra đời, ông đã được trao giải thưởng Lớn giải Bùi Xuân Phái – Vì tình yêu Hà Nội vì những cống hiến trọn đời dành cho điện ảnh.

#### Giải thưởng điện ảnh
| Năm                                   | Giải thưởng                                      | Hạng mục                                                   | Đề cử                   | Kết quả                 | Tham khảo               |
| Liên hoan phim Việt Nam               | Liên hoan phim Việt Nam                          | Liên hoan phim Việt Nam                                    | Liên hoan phim Việt Nam | Liên hoan phim Việt Nam | Liên hoan phim Việt Nam |
| ------------------------------------- | ------------------------------------------------ | ---------------------------------------------------------- | ----------------------- | ----------------------- | ----------------------- |
| 1973                                  | Liên hoan phim Việt Nam lần thứ 2                | Phim tài liệu (kỉ niệm 20 năm điện ảnh cách mạng Việt Nam) | Những người dân quê tôi | Bông sen bạc            | [ 213 ] [ 214 ]         |
| 1980                                  | Liên hoan phim Việt Nam lần thứ 5                | Phim tài liệu                                              | Phản bội                | Bông sen vàng           | [ 56 ] [ 163 ]          |
| 1980                                  | Liên hoan phim Việt Nam lần thứ 5                | Đạo diễn xuất sắc (phim tài liệu)                          | Trần Văn Thủy           | Đoạt giải               | [ 30 ] [ 52 ]           |
| 1988                                  | Liên hoan phim Việt Nam lần thứ 8                | Phim tài liệu                                              | Hà Nội trong mắt ai     | Bông sen vàng           | [ 215 ] [ 216 ]         |
| 1988                                  | Liên hoan phim Việt Nam lần thứ 8                | Đạo diễn xuất sắc (phim tài liệu)                          | Trần Văn Thủy           | Đoạt giải               | [ 215 ] [ 216 ]         |
| 1996                                  | Liên hoan phim Việt Nam lần thứ 11               | Giải kỹ thuật xuất sắc của Cục Điện ảnh Việt Nam           | Chuyện từ góc công viên | Đoạt giải               | [ 217 ]                 |
| 1999                                  | Liên hoan phim Việt Nam lần thứ 12               | Phim tài liệu                                              | Tiếng vĩ cầm ở Mỹ Lai   | Bông sen bạc            | [ 218 ] [ 219 ]         |
| 1999                                  | Liên hoan phim Việt Nam lần thứ 12               | Đạo diễn xuất sắc (phim tài liệu)                          | Trần Văn Thủy           | Đoạt giải               | [ 100 ] [ 219 ]         |
| Giải thưởng Hội Điện ảnh Việt Nam     |                                                  |                                                            |                         |                         |                         |
| 1995                                  | Giải thưởng Hội Điện ảnh Việt Nam 1994           | Phim tài liệu                                              | Có một làng quê         | Giải B                  | [ 175 ] [ 220 ]         |
| 1995                                  | Giải thưởng Hội Điện ảnh Việt Nam 1994           | Phim tài liệu                                              | Một cõi tâm linh        | Giải B                  | [ 175 ] [ 221 ]         |
| 1996                                  | Giải thưởng Hội Điện ảnh Việt Nam 1995           | Phim tài liệu                                              | Chuyện từ góc công viên | Giải A                  | [ 30 ] [ 222 ]          |
| 1998                                  | Giải thưởng Hội Điện ảnh Việt Nam 1998           | Phim tài liệu                                              | Tiếng vĩ cầm ở Mỹ Lai   | Giải A                  | [ 223 ]                 |
| Các giải thưởng quốc tế và trong nước |                                                  |                                                            |                         |                         |                         |
| 1970                                  | Giải thưởng Nguyễn Đình Chiểu                    | Phim tài liệu                                              | Những người dân quê tôi | Đoạt giải               | [ 224 ]                 |
| 1970                                  | DOK Leipzig                                      | Phim tài liệu                                              | Những người dân quê tôi | Bồ câu bạc              | [ 162 ] [ 214 ]         |
| 1975                                  | Liên hoan phim Trường Đại học Điện ảnh Liên Xô   | Phim tài liệu                                              | Nơi chúng tôi đã sống   | Hoa cẩm chướng đỏ       | [ 4 ] [ 218 ]           |
| 1981                                  | Liên hoan phim quốc tế Moskva lần thứ 12         | Giải thưởng của Ủy ban bảo vệ hòa bình                     | Phản bội                | Bằng khen               | [ 54 ] [ 225 ]          |
| 1988                                  | DOK Leipzig                                      | Phim tài liệu                                              | Chuyện tử tế            | Bồ câu bạc              | [ 226 ] [ 227 ]         |
| 1994                                  | Liên hoan phim tài liệu thời sự Châu Á           | Phim tài liệu                                              | Có một làng quê         | Đoạt giải               | [ 228 ]                 |
| 1999                                  | Liên hoan phim châu Á-Thái Bình Dương lần thứ 43 | Phim ngắn xuất sắc                                         | Tiếng vĩ cầm ở Mỹ Lai   | Con hạc vàng            | [ 97 ] [ 229 ]          |

## Đời tư
Trần Văn Thủy đã kết hôn và lập gia đình với nhà quay phim, Nghệ sĩ ưu tú Thủy Hằng. Ông có hai người con: một con trai cả là họa sĩ Trần Nhật Thăng, sinh năm 1972 và con gái tên Trần Thu Hương, sinh năm 1982. Sau khi thành hôn, cả hai đã đến ở nhờ nhà bạn và tại cơ quan một thời gian, trước khi tích cóp đủ tiền để mua một căn phòng nhỏ tại làng Ngọc Hà. Lúc đạo diễn Trần Văn Thủy từ Liên Xô trở về, vợ chồng ông nỗ lực mua lại nhà số 52 Hàng Bún từ nhà thơ Phan Vũ. Căn nhà này về sau do con trai ông tiếp quản. Từ năm 1997, gia đình ông đang sống tại một ngôi nhà nằm trong con ngõ nhỏ trên đường Hoàng Hoa Thám. Ngôi nhà này được xây dựng bằng số tiền Trần Văn Thủy tích cóp từ các dự án phim nước ngoài ông từng làm.

### Hoạt động từ thiện
Không dừng lại ở lĩnh vực điện ảnh, đạo diễn Trần Văn Thủy cũng được biết đến với hoạt động thiện nguyện hướng tới những người sinh sống tại làng quê nghèo, nạn nhân của chất độc da cam. Ông đã cấp học bổng cho học sinh có hoàn cảnh khó khăn và giúp cháu bé bị tật nguyền lên thành phố chữa trị. Ở quê nhà Nam Định, thông qua một số tổ chức như "Các bạn của Trần Văn Thủy" tại Paris và các quỹ từ thiện Pháp, ông xây dựng nhiều công trình quan trọng cho khu dân cư như trường học, nhà văn hóa, nhà thờ; xây cầu, bê tông hóa đường làng; lập mộ tổ,...

### Tiếng Việt

#### Sách, nguồn chứa trang
- Trần Trọng Đăng Đàn (2010a). Điện ảnh Việt Nam, Tập 1: Lịch sử - tác phẩm - nghệ sĩ điện ảnh Việt Nam từ đầu thế kỷ XX đến 1975. Điện ảnh Việt Nam: Lịch sử, tác phẩm, nghệ sĩ, Lý luận, phê bình, nghiên cứu. Thành phố Hồ Chí Minh: Nhà xuất bản Tổng hợp Thành phố Hồ Chí Minh. ISBN 9786045800201. OCLC 1023455622. Lưu trữ bản gốc ngày 19 tháng 4 năm 2023. Truy cập ngày 16 tháng 9 năm 2023.
- Trần Trọng Đăng Đàn (2010b). Điện ảnh Việt Nam, Tập 3: Lịch sử - tác phẩm - nghệ sĩ điện ảnh Việt Nam trong phát triển, đổi mới (từ 1986 đến đầu thế kỷ XXI). Điện ảnh Việt Nam: Lịch sử, tác phẩm, nghệ sĩ, Lý luận, phê bình, nghiên cứu. Thành phố Hồ Chí Minh: Nhà xuất bản Tổng hợp Thành phố Hồ Chí Minh. ISBN 9786045800225. OCLC 1023461565. Lưu trữ bản gốc ngày 7 tháng 2 năm 2023. Truy cập ngày 16 tháng 9 năm 2023.
- Trần Trọng Đăng Đàn (2010c). Điện ảnh Việt Nam, Tập 4: Lịch sử - tác phẩm - nghệ sĩ điện ảnh phim truyện truyền hình và phim truyện video Việt Nam. Điện ảnh Việt Nam: Lịch sử, tác phẩm, nghệ sĩ, Lý luận, phê bình, nghiên cứu. Thành phố Hồ Chí Minh: Nhà xuất bản Tổng hợp Thành phố Hồ Chí Minh. ISBN 9786045800232. OCLC 1023454982. Lưu trữ bản gốc ngày 10 tháng 2 năm 2023. Truy cập ngày 16 tháng 9 năm 2023.
- Nguyễn Thị Hồng Ngát (2003). Lịch sử điện ảnh Việt Nam, tập 1. Cục Điện ảnh. OCLC 53129383. Lưu trữ bản gốc ngày 7 tháng 4 năm 2022. Truy cập ngày 16 tháng 9 năm 2023.
- Nguyễn Thị Hồng Ngát (2005). Lịch sử điện ảnh Việt Nam, tập 2. Cục Điện ảnh. OCLC 53129383. Lưu trữ bản gốc ngày 12 tháng 5 năm 2022. Truy cập ngày 16 tháng 9 năm 2023.
- Bành Bảo (1983). Lịch sử điện ảnh cách mạng Việt Nam: sơ thảo. Cục Điện ảnh. OCLC 22641634. Lưu trữ bản gốc ngày 18 tháng 9 năm 2022. Truy cập ngày 16 tháng 9 năm 2023.
- Nhiều tác giả (2010). Chiến tranh Việt Nam nhìn từ phía bên kia. Nhà xuất bản Dân trí. OCLC 746784920. Lưu trữ bản gốc ngày 2 tháng 5 năm 2023. Truy cập ngày 16 tháng 9 năm 2023.
- Phạm Phú Minh (ngày 7 tháng 2 năm 2017). "Trong Đống Tro Tàn - Trần Văn Thủy". Người Việt. Lưu trữ bản gốc ngày 2 tháng 5 năm 2023. Truy cập ngày 16 tháng 9 năm 2023.
- Ngô Phương Lan (1998). Đồng hành với màn ảnh: tiểu luận, phê bình điện ảnh. Hà Nội: Nhà xuất bản Văn hóa thông tin. OCLC 606352645. Lưu trữ bản gốc ngày 5 tháng 2 năm 2023. Truy cập ngày 16 tháng 9 năm 2023.
- Bộ Vǎn hoá – Thông tin (1999). 20 nǎm xây dựng Hải Hậu điển hình vǎn hoá huyện. Bộ Vǎn hoá Thông tin tỉnh Nam Định. OCLC 50483428. Lưu trữ bản gốc ngày 6 tháng 5 năm 2023. Truy cập ngày 16 tháng 9 năm 2023.
- Nhiều tác giả (2007). Hành trình nghiên cứu điện ảnh Việt Nam. Hà Nội: Nhà xuất bản Văn hóa thông tin. OCLC 989966481. Lưu trữ bản gốc ngày 21 tháng 12 năm 2021. Truy cập ngày 16 tháng 9 năm 2023.
- Trịnh Mai Diễm; Trung Sơn; Lê Quốc; Bành Bảo; Ngô Mạnh Lân (1983). 30 năm nghệ thuật điện ảnh Việt Nam. Hà Nội: Viện Tư liệu phim Việt Nam. OCLC 64045260. Lưu trữ bản gốc ngày 11 tháng 7 năm 2023. Truy cập ngày 16 tháng 9 năm 2023.
- Văn Thọ (2003). Người đương thời. Hà Nội: Nhà xuất bản Thông tấn. OCLC 1115063847. Lưu trữ bản gốc ngày 5 tháng 4 năm 2023. Truy cập ngày 16 tháng 9 năm 2023.
- Trương Minh Hằng (2006). Gốm sành nâu ở Phù Lãng. Phù Lãng: Nhà xuất bản Khoa học xã hội. OCLC 840937447. Lưu trữ bản gốc ngày 8 tháng 5 năm 2023. Truy cập ngày 16 tháng 9 năm 2023.
- Đặng Nhật Minh (2005). Hồi ký điện ảnh. Thành phố Hồ Chí Minh: Nhà xuất bản Văn nghệ. OCLC 989677862. Lưu trữ bản gốc ngày 5 tháng 1 năm 2022. Truy cập ngày 16 tháng 9 năm 2023.
- Ngô Văn Phương (2005). Vì một nước Việt Nam phát triển. Thành phố Hồ Chí Minh: Nhà xuất bản Tổng hợp Thành phố Hồ Chí Minh. OCLC 61768089. Lưu trữ bản gốc ngày 19 tháng 2 năm 2022. Truy cập ngày 16 tháng 9 năm 2023.
- Đoàn Ánh Dương (2020). Sáng Tạo Trong Tình Thế Chuyển Đổi: Văn học và xã hội Việt Nam sau đổi mới. Sách Tao Đàn. ISBN 978-604-3-06578-7. OCLC 1260171199. Lưu trữ bản gốc ngày 11 tháng 11 năm 2022. Truy cập ngày 16 tháng 9 năm 2023.
- Nhiều tác giả (2003b). Nguyễn Văn Linh, nhà lãnh đạo kiên định và sáng tạo: hồi ký. Nhà xuất bản Chính trị quốc gia - Sự thật. OCLC 55970728. Lưu trữ bản gốc ngày 12 tháng 5 năm 2023. Truy cập ngày 16 tháng 9 năm 2023.
- Hội Điện ảnh Hà Nội (2000). Nhà điện ảnh Hà Nội. Hội Liên hiệp Văn học Nghệ thuật Hà Nội. OCLC 47039322. Lưu trữ bản gốc ngày 27 tháng 12 năm 2022. Truy cập ngày 16 tháng 9 năm 2023.
- Bộ Văn hóa – Thông tin (2003). Niên giám danh hiệu Nghệ sĩ nhân dân và Nghệ sĩ ưu tú. Hà Nội: Nhà xuất bản Hà Nội. OCLC 224252852.
- Huy Đức (2012). Bên thắng cuộc: Quyền bính. Bên thắng cuộc. Quyển 2. California: OsinBook. OCLC 825962026. Lưu trữ bản gốc ngày 14 tháng 6 năm 2023. Truy cập ngày 16 tháng 9 năm 2023.
- Lã Khánh Tùng (2019). "Tự do nghệ thuật như một thành tố của quyền văn hóa". Hội thảo Quyền văn hóa: Pháp luật và thực tiễn trên thế giới và ở Việt Nam (PDF). Đại học Quốc gia Hà Nội. tr. 57-65. Lưu trữ (PDF) bản gốc ngày 15 tháng 5 năm 2023. Truy cập ngày 16 tháng 9 năm 2023.
- Viện nghệ thuật và lưu trữ điện ảnh Việt Nam (2001). Danh mục phim tài liệu Việt Nam 1979 - 1984. Hà Nội: Viện nghệ thuật và lưu trữ điện ảnh Việt Nam. OCLC 664520720.
- Viện nghệ thuật và lưu trữ điện ảnh Việt Nam (1994). Điện ảnh và bản sắc văn hóa dân tộc: mấy vấn đề lý luận và thực tiễn. Hà Nội: Nhà xuất bản Văn hóa – Thông tin. OCLC 33133769. Lưu trữ bản gốc ngày 20 tháng 2 năm 2022. Truy cập ngày 16 tháng 9 năm 2023.
- Ngô Thảo (1996). Như cuộc đời. Hà Nội: Nhà xuất bản Sân khấu. OCLC 39360576. Lưu trữ bản gốc ngày 23 tháng 5 năm 2023. Truy cập ngày 16 tháng 9 năm 2023.

#### Tạp chí
- Nhiều tác giả (1983). "30 năm điện ảnh Việt". Nghiên cứu Nghệ thuật. Số 48–52. ISSN 0866-8655. Lưu trữ bản gốc ngày 26 tháng 3 năm 2023. Truy cập ngày 16 tháng 9 năm 2023.
- Bộ Văn hóa – Thông tin (1995). "Điện ảnh Việt Nam: thực trạng và những bước đi tiếp". Văn hóa Nghệ thuật. Số 133–139. ISSN 0866-8655. Lưu trữ bản gốc ngày 8 tháng 5 năm 2023. Truy cập ngày 16 tháng 9 năm 2023.
- Lý Phương Dung (2011). "Phim tài liệu, hấp lực từ đặc trưng ngôn ngữ hay tài năng nghệ sĩ". Văn hóa Nghệ thuật. Số 322–326. tr. 40–45. ISSN 0866-8655. Lưu trữ bản gốc ngày 15 tháng 5 năm 2023. Truy cập ngày 16 tháng 9 năm 2023.
- Thế Thái (1999). "Liên hoan phim Việt Nam lần thứ 12". Văn hóa Nghệ thuật. Số 1–6. ISSN 0866-8655. Lưu trữ bản gốc ngày 18 tháng 5 năm 2023. Truy cập ngày 16 tháng 9 năm 2023.
- Bộ Vǎn hoá – Thông tin (1996). "Giải thưởng Liên hoan phim Việt Nam lần thứ XI". Văn hóa Nghệ thuật. Số 149–150. ISSN 0866-8655. Lưu trữ bản gốc ngày 25 tháng 1 năm 2022. Truy cập ngày 16 tháng 9 năm 2023.

### Ngoại ngữ

#### Sách
- Tambling, Jeremy (ngày 29 tháng 10 năm 2022). The Palgrave Encyclopedia of Urban Literary Studies [Bách khoa toàn thư nghiên cứu văn học thành thị Palgrave] (bằng tiếng Anh). Springer Nature. ISBN 978-3-319-62419-8. OCLC 1156352927. Lưu trữ bản gốc ngày 6 tháng 5 năm 2023. Truy cập ngày 16 tháng 9 năm 2023.
- MacDonald, Scott; Zimmermann, Patricia R.; Tulke, Julia (ngày 2 tháng 3 năm 2021). Flash Flaherty: Tales from a Film Seminar [Flaherty: Những câu chuyện từ một hội thảo điện ảnh] (bằng tiếng Anh). Indiana University Press. ISBN 978-0-253-05399-2. OCLC 1196820126. Lưu trữ bản gốc ngày 6 tháng 5 năm 2023. Truy cập ngày 16 tháng 9 năm 2023.
- Nhiều tác giả (2003a). Flaherty 2003: Witnessing the World: June 14-20, 2003 at Vassar College Poughkeepsie, New York [Flaherty 2003: Chứng nhân thế giới: 14-20 tháng 6, 2003 tại Đại học Vassar, Poughkeepsie, New York] (bằng tiếng Anh). Flaherty/International Film Seminars. OCLC 54898335. Lưu trữ bản gốc ngày 11 tháng 5 năm 2023. Truy cập ngày 16 tháng 9 năm 2023.
- Devine, Jeremy M. (1999). Vietnam at 24 Frames a Second: A Critical and Thematic Analysis of Over 400 Films about the Vietnam War [Việt Nam 24 hình trên giây: Phân tích phê bình và chuyên đề về hơn 400 bộ phim chiến tranh Việt Nam] (bằng tiếng Anh). University of Texas Press. ISBN 978-0-292-71601-8. OCLC 1002109197. Lưu trữ bản gốc ngày 11 tháng 5 năm 2023. Truy cập ngày 16 tháng 9 năm 2023.
- Jones, Derek (ngày 1 tháng 12 năm 2001). Censorship: A World Encyclopedia [Kiểm duyệt: Một bách khoa toàn thư thế giới] (bằng tiếng Anh). Routledge. ISBN 978-1-136-79864-1. OCLC 910448038. Lưu trữ bản gốc ngày 11 tháng 5 năm 2023. Truy cập ngày 16 tháng 9 năm 2023.
- Hồ Tài Huệ Tâm (tháng 10 năm 2001). The Country of Memory: Remaking the Past in Late Socialist Vietnam [Đất nước của ký ức: Làm lại quá khứ thời hậu chiến Việt Nam] (bằng tiếng Anh). University of California Press. ISBN 978-0-520-22267-0. OCLC 49851979. Lưu trữ bản gốc ngày 11 tháng 5 năm 2023. Truy cập ngày 16 tháng 9 năm 2023.
- Karlin, Wayne (2005). War Movies: Journeys to Vietnam: Scenes and Out-takes [Phim chiến tranh: Hành trình đến Việt Nam: Bối cảnh và kết quả] (bằng tiếng Anh). Curbstone Press. ISBN 978-1-931896-16-0. OCLC 57392082. Lưu trữ bản gốc ngày 11 tháng 5 năm 2023. Truy cập ngày 16 tháng 9 năm 2023.
- Tholas, Clémentine; Goldie, Janis L.; Ritzenhoff, Karen A. (ngày 14 tháng 9 năm 2019). New Perspectives on the War Film [Những góc nhìn mới về phim chiến tranh] (bằng tiếng Anh). Springer Nature. ISBN 978-3-030-23096-8. OCLC 1120772041. Lưu trữ bản gốc ngày 21 tháng 11 năm 2022. Truy cập ngày 16 tháng 9 năm 2023.
- Wilson, Dean; Ronov, Michael (2020). "Tran Van Thuy's Story of Kindness: Spirituality and Political Discourse". A Companion to Contemporary Documentary Film [Đồng hành với phim tài liệu đương đại]. John Wiley & Sons. ISBN 9781119685661. OCLC 890793050. Lưu trữ bản gốc ngày 29 tháng 4 năm 2023. Truy cập ngày 16 tháng 9 năm 2023.
- Phạm Ngọc Trương; Trung Sơn; Lưu Xuân Thư; Lương Đức (1987). The Vietnamese documentary film [Phim tài liệu Việt Nam] (bằng tiếng Anh). Hà Nội: Nhà xuất bản Thế Giới. Lưu trữ bản gốc ngày 15 tháng 5 năm 2023. Truy cập ngày 16 tháng 9 năm 2023.
- Moine, Caroline (ngày 21 tháng 9 năm 2018). Screened Encounters: The Leipzig Documentary Film Festival, 1955-1990 [Những cuộc gặp gỡ điện ảnh: Liên hoan phim tài liệu Leipzig, 1955-1990] (bằng tiếng Anh). Berghahn Books. ISBN 978-1-78533-910-3. OCLC 1303522072. Lưu trữ bản gốc ngày 18 tháng 5 năm 2023. Truy cập ngày 16 tháng 9 năm 2023.
- Laderman, Scott; Martini, Edwin A. (ngày 6 tháng 6 năm 2013). Four Decades On: Vietnam, the United States, and the Legacies of the Second Indochina War [Bốn thập kỷ: Việt Nam, Hoa Kỳ và di sản của Chiến tranh Đông Dương lần thứ hai] (bằng tiếng Anh). Duke University Press. ISBN 978-0-8223-7882-2. OCLC 816030823. Lưu trữ bản gốc ngày 20 tháng 5 năm 2023. Truy cập ngày 16 tháng 9 năm 2023.
- Malo, Jean-Jacques; Williams, Tony (1994). Vietnam War Films: Over 600 Feature, Made-for-TV, Pilot, and Short Movies, 1939-1992, from the United States, Vietnam, France, Belgium, Australia, Hong Kong, South Africa, Great Britain, and Other Countries [Phim về Chiến tranh Việt Nam: Hơn 600 phim truyện, phim truyền hình, phim thí điểm và phim ngắn, 1939-1992, từ Hoa Kỳ, Việt Nam, Pháp, Bỉ, Úc, Hồng Kông, Nam Phi, Anh và các quốc gia khác] (bằng tiếng Anh). McFarland. ISBN 978-0-89950-781-1. OCLC 316091246. Lưu trữ bản gốc ngày 18 tháng 11 năm 2022. Truy cập ngày 16 tháng 9 năm 2023.
- Morris-Jung, Jason (2021). "Reemergence of the Intellectuals". Unearthing Politics: Environment and Contestation in Post-socialist Vietnam [Khám phá chính trị: Môi trường và xung đột ở Việt Nam hậu xã hội chủ nghĩa] (bằng tiếng Anh). Singapore: Springer. tr. 119–152. doi:10.1007/978-981-16-3124-5_4. ISBN 978-981-16-3124-5. OCLC 9434888464. Lưu trữ bản gốc ngày 14 tháng 6 năm 2023. Truy cập ngày 16 tháng 9 năm 2023.

#### Tạp chí
- Charlot, John (1991). "Vietnamese Cinema: First Views" [Điện ảnh Việt Nam: Những cái nhìn đầu tiên]. Journal of Southeast Asian Studies (bằng tiếng Anh). Quyển 22 số 1. tr. 33–62. ISSN 0022-4634. Lưu trữ bản gốc ngày 23 tháng 2 năm 2022. Truy cập ngày 16 tháng 9 năm 2023.
- Freeman, James M.; Nguyễn Ðình Hữu (1991). "Review of How to Behave" [Phê bình Chuyện tử tế]. The Journal of Asian Studies (bằng tiếng Anh). Quyển 50 số 2. tr. 479–481. doi:10.2307/2057291. ISSN 0021-9118. Lưu trữ bản gốc ngày 14 tháng 6 năm 2023. Truy cập ngày 16 tháng 9 năm 2023.
- Tan, Lek Hor (tháng 8 năm 1990). "Doi Moi, or eat first, talk later" [Đổi Mới, hay ăn trước, nói sau]. Index on Censorship (bằng tiếng Anh). Quyển 19 số 7. tr. 23–25. doi:10.1080/03064229008534899. ISSN 0306-4220. Lưu trữ bản gốc ngày 13 tháng 5 năm 2023. Truy cập ngày 16 tháng 9 năm 2023.
- McGregor, Peter; Blackburn, Susan; Berry, Chris; Freiberg, Freda (ngày 1 tháng 11 năm 1993). "Film and video reviews" [Phê bình phim truyện và phim video]. Asian Studies Review. Quyển 17 số 2. tr. 229–234. doi:10.1080/03147539308712942. ISSN 1035-7823. Lưu trữ bản gốc ngày 19 tháng 5 năm 2023. Truy cập ngày 16 tháng 9 năm 2023.
- Cinemaya (1995). "Cinemaya: The Asian Film Magazine" [Cinamaya: Tạp chí Điện ảnh Châu Á]. Cinemaya. Số 27–32. New Delhi: A. Vasudev. ISSN 0970-8782. Lưu trữ bản gốc ngày 12 tháng 5 năm 2023. Truy cập ngày 16 tháng 9 năm 2023.
- Karlin, Wayne (2014). "Excerpts from the Memoir of Tran Van Thuy" [Những trích đoạn từ hồi ký Trần Văn Thủy]. War, Literature and the Arts (bằng tiếng Anh). Quyển 26. tr. 1–33. ISSN 1949-9752. Lưu trữ bản gốc ngày 14 tháng 6 năm 2023. Truy cập ngày 16 tháng 9 năm 2023.

### Sách của tác giả
- Trần Văn Thủy (2004). Nếu đi hết biển (ấn bản thứ 2). Hoa Kỳ: Thời Văn. OCLC 808653869.
- Trần Văn Thủy; Lê Thanh Dũng (2013). Chuyện nghề của Thủy. Thành phố Hồ Chí Minh: Nhà xuất bản Hội nhà văn. Lưu trữ bản gốc ngày 7 tháng 5 năm 2023. Truy cập ngày 16 tháng 9 năm 2023.
- Trần Văn Thủy (2016). Trong đống tro tàn. Charleston, South Carolina: Người Việt Books. OCLC 978706266.
- Trần Văn Thủy; Lê Thanh Dũng (2016). Henry, Eric; Nguyễn Quang Dy; Karlin, Wayne (biên tập). In Whose Eyes: The Memoir of a Vietnamese Filmmaker in War and Peace [Trong mắt ai: Hồi ký của một nhà làm phim Việt Nam trong thời chiến và thời bình]. University of Massachusetts Press. ISBN 978-1-62534-251-5. OCLC 1012206029. Lưu trữ bản gốc ngày 11 tháng 5 năm 2023. Truy cập ngày 16 tháng 9 năm 2023.